# Siluosaurus
Siluosaurus là một chi khủng long, được Dong mô tả khoa học năm 1997.